# Jon Barrenetxea
Pour les articles homonymes, voir Barrenetxea.
Barrenetxea  Golzarri est un nom espagnol. Le premier nom de famille, en général paternel, est Barrenetxea ; le second, en général maternel, souvent omis, est Golzarri.
Jon Barrenetxea Golzarri (né le 20 avril 2000 à Gamiz-Fika,) est un coureur cycliste espagnol.

## Biographie

### Carrière amateur
Jon Barrenetxea participe à ses premières courses cyclistes à l'âge de huit ans. Il se forme à la Société cycliste Valentín Uriona de Mungia, où évolue son frère aîné Mikel. 
En catégorie cadets (moins de 17 ans), il s'impose à treize reprises. Il remporte ensuite vingt courses chez les juniors (moins de 19 ans), parmi lesquelles le championnat d'Espagne en 2018. La même année, il connaît ses premières sélections en équipe nationale. Il se classe ainsi 43e du championnats d'Europe juniors et 36e du championnat du monde juniors, sous les couleurs de l'Espagne.
En 2019, il intègre le club Baqué-Ideus-BH, tout en poursuivant des études en économie. Au mois d'aout, il subit une opération de l'appendicite qui l'écarte des compétitions. Il se distingue ensuite lors de la saison 2020 en obtenant diverses victoires dans le calendrier basco-navarrais. Ses bonnes performances lui permettent de remporter le Torneo Euskaldun. Il conclut sa saison en beauté en s’adjugeant le Memorial Valenciaga, une manche de la Coupe d'Espagne amateurs disputée sur un parcours escarpé.

### Carrière professionnelle
Il rejoint finalement la formation Caja Rural-Seguros RGA en 2021, malgré des propositions des équipes Movistar et Euskaltel-Euskadi. 
Lors de la saison 2022, il est notamment meilleur grimpeur du Tour d'Andalousie puis meilleur jeune du Tour de Grèce, où il se classe onzième du classement général. Il termine également sixième d'une étape au Tour de Luxembourg. L'année suivante, il se classe notamment troisième des Boucles de l'Aulne et participe au Tour d'Espagne, son premier grand tour.
En octobre 2023, Movistar annonce recruter Barrenetxea pour deux saisons. Lors de la saison 2024, il décroche sa première victoire en tant que professionnel lors du Circuit de Getxo. 

## Palmarès
- 2018
  -  Champion d'Espagne sur route juniors
- 2019
  - Antzuola Saria
- 2020
  - Champion de Navarre sur route
  - Vainqueur du Torneo Euskaldun
  - Zumaiako Saria
  - Goierriko Itzulia
  - San Gregorio Saria
  - Memorial Valenciaga
  - 2e du San Juan Sari Nagusia
  - 3e du Torneo Lehendakari
- 2023
  - 3e des Boucles de l'Aulne
- 2024
  - Circuit de Getxo
- 2025
  - 5e étape du Tour d'Andalousie
  - 3e d'Eschborn-Francfort

## Résultats sur les grands tours

### Tour d'Italie
1 participation
- 2025 : 92e

### Tour d'Espagne
1 participation
- 2023 : 74e

## Classements mondiaux
| Année                                 | 2021  | 2022  | 2023 | 2024 |
| ------------------------------------- | ----- | ----- | ---- | ---- |
| Classement mondial                    | 2301e | 1936e | 438e | 392e |
| UCI Europe Tour                       | 1534e | 1245e | nc   | nc   |
|                                       |       |       |      |      |
| Légende : nc = non classéSource : UCI |       |       |      |      |